# Banque Migros
La banque Migros est une banque suisse, filiale à 100 % de la Fédération des coopératives Migros. La somme de son bilan la place parmi les six plus grandes banques du pays. Son siège social se trouve à Zurich.
La banque Migros propose tous les services d'une grande banque, allant des hypothèques au trading. Les fonds de placement proposés par la banque Migros, sous le nom de Mi-fonds, sont sous gérance d'UBS.

## Historique
La banque Migros a été fondée à Zurich en 1958 par Gottlieb Duttweiler, fondateur de la Migros.

## Identité visuelle

Ancien logo.
Logo actuel.